# کاربید تنگستن
کاربید تنگستن (به انگلیسی: Tungsten carbide) با فرمول شیمیایی WC یک ترکیب شیمیایی است که دارای مقداری مساوی از اتم‌های تنگستن و کربن است. این ماده در حالت پایه ای خود به شکل پودر خاکستری ریزی است که می‌تواند تحت فشار و در فرایندی که تف‌جوشی نامیده می‌شود به اشکال مختلف درآمده و در ماشین آلات صنعتی، ابزارهای برش، ساینده‌ها و دیگر ابزارها مورد استفاده قرار بگیرد.
کاربید تنگستن حدوداً دو برابر سفت تر از فولاد است، به صورتی که مدول یانگ آن تقریباً ۵۳۰ تا ۷۰۰ گیگا پاسکال می‌باشد. و چگالی ان حدوداً دو برابر فولاد می‌باشد.
جرم مولی آن 195.86 g·mol−۱ می‌باشد.

## تولید
تنگستن کاربید از واکنش فلز تنگستن با کربن در دمای بین ۱۴۰۰–۲۰۰۰ درجه سلسیوس به‌دست می‌آید.
تنگستن کاربید را همچنین می‌توان با گرم کردن تنگستن اکسید در مجاورت گرافیت در دمای ۹۰۰ درجه سلسیوس یا در مجاورت هیدروژن در دمای ۶۷۰ سلسیوس و سپس ترکیب کردن با کربن در آرگون در دمای ۱۰۰۰ درجه سلسیوس به‌دست آورد.

## ویژگی‌های شیمیایی
دو ترکیب شناخته شده از کربن و تنگستن وجود دارد. تنگستن کاربید و تنگستن سِمیکاربید. هر دو این ترکیب‌ها می‌توانند در پوشش‌های مختلف موجود باشند و مقدار آنها به روش ایجاد پوشش بستگی دارد.
در دماهای بالا تنگستن کاربید به تنگستن و کربن تجزیه می‌شود و این اتفاق می‌تواند در حین ترمال اسپری دما بالا اتفاق بیفتد. برای مثال سوخت اکسیژن سرعت بالا(HVOF) یا در روش پلاسمای انرژی-بالا (HEP).
تنگستن کاربید در دمای بین ۵۰۰–۶۰۰ درجه سلسیوس شروع به اکسید شدن می‌کند.
تنگستن کاربید در مقابل اسید مقاوم بوده و تنها با ترکیب هیدرو فلوئوریک اسید و نیتریک اسید در دماهای بالاتر از دمای اتاق خورده می‌شود.

## خواص فیزیکی
تنگستن کاربید نقطهٔ ذوب بالایی دارد(۲۸۷۰ درجه سلسیوس)، نقطهٔ جوش آن در ۶۰۰۰ درجهٔ سلسیوس اتفاق می‌افتد. در حالتی که فشار برابر با یک اتمسفر باشد، رسانایی گرمایی برابر با 110 W/m.K می‌باشد، و ضریب افزایش طول گرمایی آن ۵٫۵ میکرو متر بر متر در کلوین می‌باشد.
تنگستن کاربید بسیار سخت است، سختی آن در مقیاس سختی موهس حدوداً ۹ می‌باشد.
سرعت موج طولی (سرعت صوت) در داخل یک میلهٔ نازک از تنگستن کاربید 6220 m/s است.
تنگستن کاربید مقاومت الکتریکی کمی دارد (حدود ۰٫۲ میکرو اهم در متر).
تنگستن کاربید با نیکل و کبالت مذاب به صورت آلیاژ ترکیب می‌شود.

## ساختار
دو گونه ساختار برای تنگستن کاربید وجود دارد، ساختار شش وجهی و ساختار مکعبی دمابالا (که ساختار سنگ نمک را دارد). ساختار شش وجهی را می‌توان به صورت یک شبکهٔ بلور شش وجهی ساده تصور نمود به صورتی که اتم‌های فلز به صورت لایه‌های موازی بر روی هم قرار گرفته باشند.

## کاربردها

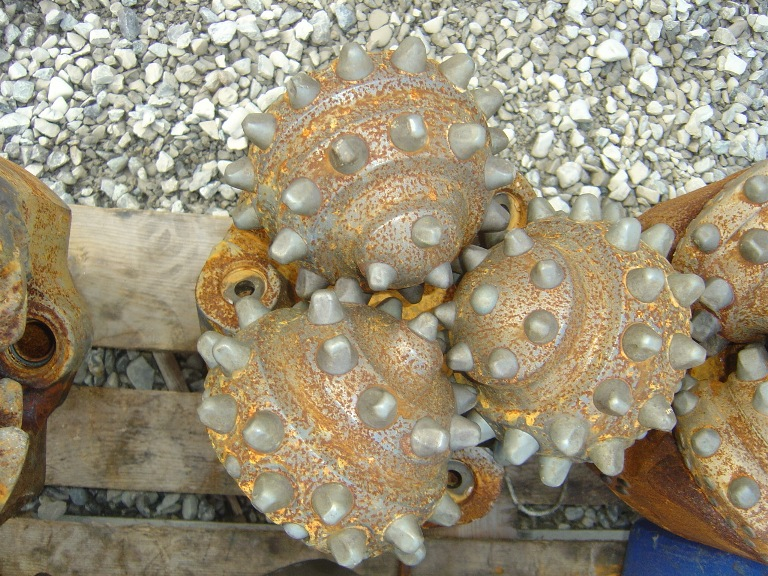
مته حفاری غلتک مخروطی (roller-cone)، به همراه زائده‌هایی از جنس کاربید تنگستن

ابزارهای برشی که از جنس تنگستن کاربید-کبالت تف جوشی شده تولید می‌شوند نسبت به ساییده شدن به مقدار بسیار زیادی مقاوم اند و می‌توانند دماهای بسیار بیشتری از فولاد تندبر (HSS) را تحمل کنند. این ماده معمولاً سیمنتد-کاربید (Cemented carbide)، کاربید جامد (Solid Carbide)، فلز سخت (Hard metal) یا تنگستن-کاربید-کبالت (WC-Co) نامیده می‌شوند.
ماشین کاری: تیغ‌های تنگستن کاربید معمولاً برای ماشین کاری موادی همچون فولاد و فولاد ضدزنگ، و در مواقعی که ابزارات فولادی آسیب می‌بینند استفاده می‌شوند. زیرا ابزارهای کاربیدی لبهٔ برش تیز بهتری نسبت به ابزارهای فولادی ایجاد می‌کنند، آنها به‌طور کلی پرداخت بهتری ایجاد می‌کنند و به دلیل مقاومت گرمایی اش اجازه ماشین کاری با سرعت بالاتر می‌دهد.
معدن: تنگستن کاربید به صورت وسیعی در نوک دریل‌های استخراج کنندهٔ سنگ استفاده می‌شود.
ساخت مهمات جنگی: تنگستن کاربید معمولاً در ساخت گلولهٔ اسلحه به خصوص در جایی که اورانیوم ضعیف‌شده موجود نیست یا به صورت سیاسی غیرقابل قبول است استفاده می‌شود. بمب‌های ساخته شده از تنگستن کاربید (WC) برای اولین بار توسط اسکادران شکارچی تانک المان در جنگ جهانی دوم مورد استفاده قرار گرفت. بمب‌های ساخته شده از این ماده به دلیل سختی و چگالی بسیار بالا یک نفوذکننده بسیار قوی است.
لوازم جراحی: تنگستن کاربید همچنین در ساخت لوازم جراحی مناسب برای جراحی‌های باز استفاده می‌شود (قیچی‌ها، دستهٔ تیغ جراحی و…) این لوازم قیمت بیشتری نسبت به لوازم با جنس فولاد ضدزنگ دارند و نیاز به مراقبت خاص دارند ولی عملکرد بهتری ارائه می‌دهند.